# Renata Pliś
Renata Pliś (* 5. Februar 1985 in Breslau) ist eine polnische Mittel- und Langstreckenläuferin.

## Sportliche Laufbahn
2010 schied Pliś über 3000 m bei den Leichtathletik-Hallenweltmeisterschaften in Doha und über 1500 m bei den Leichtathletik-Europameisterschaften in Barcelona jeweils im Vorlauf aus.
2011 wurde sie über 1500 m Vierte bei den Leichtathletik-Halleneuropameisterschaften in Paris und erreichte bei den Leichtathletik-Weltmeisterschaften in Daegu das Halbfinale.
Über dieselbe Distanz kam Pliś bei den Olympischen Spielen 2012 in London nicht über die erste Runde hinaus und gelangte bei den Weltmeisterschaften 2013 in Moskau ins Halbfinale.
2014 wurde sie bei den Hallenmeisterschaften in Sopot Siebte über 3000 m. Bei den Europameisterschaften in Zürich kam sie über 1500 m auf den vierten und über 5000 m auf den zwölften Platz, und beim Leichtathletik-Continentalcup in Marrakesch wurde sie Fünfte über 1500 m.
2015 erreichte Pliś über 1500 m bei den Halleneuropameisterschaften in Prag den achten Platz und erreichte bei den Weltmeisterschaften in Peking das Halbfinale.
2010 wurde sie Polnische Meisterin über 800 m, 2012 sowie 2013 über 1500 m und 2015 über 5000 m. In der Halle holte sie je einmal den nationalen Titel über 800 m (2011) 1500 m (2008) und 3000 m (2008).

## Persönliche Bestzeiten
Halle
- 800 m: 2:03,12 min, 3. Februar 2015 in Toruń
- 1000 m: 2:39,22 min, 6. Februar 2016 in Spała
- 1500 m: 4:07,10 min, 22. Februar 2011 in Stockholm
- 3000 m: 8:50,75 min, 20. Februar 2016 in Glasgow

Freiluft
- 800 m: 2:00,45 min, 1. September 2010 in Zagreb
- 1000 m: 2:37,89 min, 20. September 2011 in Warschau
- 1500 m: 4:03,50 min, 16. September 2011 in Brüssel
- 1 Meile: 4:25,32 min, 11. September 2015 in Brüssel
- 2000 m: 5:41,98 min, 17. Juni 2014 in Ostrava
- 3000 m: 8:39,18 min, 5. September 2014 in Brüssel
- 5000 m: 15:18,75 min, 16. Juli 2014 in Lüttich